# Hugo Rahtgens
Hugo Georg Rahtgens (* 8. Dezember 1872 in Lübeck; † 13. Januar 1946 ebenda) war ein deutscher Bauingenieur und Architekturhistoriker.

## Leben
Hugo Rahtgens stammte aus einer Lübecker Buchdrucker-Familie und war der jüngere Sohn des Druckers Johannes Nicolaus Heinrich Rahtgens (1822–1907) und seiner Frau Alwine. Der spätere Eutiner Landespropst Paul Rahtgens war sein älterer Bruder. Er studierte an der Technischen Hochschule Dresden und wurde hier 1903 mit einer bauhistorischen Dissertation über die Basilica di Santa Maria e San Donato auf Murano zum Dr.-Ing. promoviert. Er wurde zunächst Assistent von Cornelius Gurlitt in Dresden und dann ab 1904 von Paul Clemen in Bonn und Köln. Unter Clemen wurde er Mitarbeiter am Inventarwerk Die Kunstdenkmäler der Rheinprovinz und bearbeitete Kirchen in Köln.
Vom 1. Juli 1914 bis Ende Februar 1919 war er verantwortlicher Leiter und Hauptbearbeiter der Kunstdenkmäler-Inventarisierung in der Hochbauverwaltung des damaligen Reichslands Elsaß-Lothringen tätig. Mit dem Ende des Ersten Weltkriegs kam er nach Lübeck zurück und erhielt Anfang 1919 eine Anstellung als wissenschaftlicher Hilfsarbeiter bei der Inventarisation der Bau- und Kunstdenkmäler im Staatsgebiet der Freien und Hansestadt Lübeck. Am 30. Juni 1933 „schied er aus seinem Arbeitsverhältnis aus, um fortan als freier Mitarbeiter an der Fertigstellung des Inventarisationswerkes zu arbeiten“.
Er war der Onkel des Oberstleutnants und Widerstandskämpfers Carl Ernst Rahtgens (1908–1944).

## Schriften
- S. Donato zu Murano und ähnliche venezianische Bauten. Berlin: Wasmuth, 1903 (Beiträge zur Bauwissenschaft 3)

Digitalisat im Internet Archive
- Die Kirche S. Maria im Kapitol zu Köln. Schwann, Düsseldorf 1913.
- (Mit Wilhelm Ewald) Die Kunstdenkmäler der Stadt Köln. Teil: Die kirchlichen Denkmäler der Stadt Köln 1., St. Alban, St. Andreas, Antoniterkirche, St. Aposteln, St. Cäcilia, St. Columba, St. Cunibert, Elendskirche, St. Georg. Schwann, Düsseldorf 1916, Nachdruck 1980, ISBN 3-590-32103-2.
- (mit Hermann Roth) Die Kunstdenkmäler der Stadt Köln. 3., Minoritenkirche, S. Pantaleon, S. Peter, S. Severin. Schwann, Düsseldorf 1929, Nachdruck 1980, ISBN 3-590-32105-9.
- (mit Johannes Baltzer, Friedrich Bruns) Die Bau- und Kunstdenkmäler der Hansestadt Lübeck. Band IV: Die Klöster. Die kleineren Gotteshäuser der Stadt. Die Kirchen und Kapellen in den Außengebieten. Denk – und wegekreuze und der Leidenweg Christi. Nöhring, Lübeck 1928, Faksimile-Nachdruck 2001, ISBN 3-89557-168-7.
- Die ehemalige Einrichtung des Lübecker Ratskellers. In: Die Heimat. Monatsschrift des Vereins zur Pflege der Natur- und Landeskunde in Nordelbingen. Bd. 45 (1935), Heft 6, Juni 1935, S. 186–191 (Digitalisat).
- Die Bau- und Kunstdenkmäler der Hansestadt Lübeck / Bd. 1. / T. 1. Stadtpläne u. -ansichten, Stadtbefestigungen. 1939.
- (posthum) Das Lübecker Rathaus. Deutscher Kunstverlag, Berlin 1947 (Große Baudenkmäler 57)
- (posthum) Die Bau- und Kunstdenkmäler der Hansestadt Lübeck Teil: Bd. 1. / T. 2., Rathaus und öffentliche Gebäude der Stadt. 1974, ISBN 3-7950-0034-3.